# Victor Autier
Pour les articles homonymes, voir Autier.
Jean-Baptiste Victor Autier, né à Nouzon (Ardennes), le 31 mars 1805 et décédé le 28 septembre 1876 à Amiens (Somme), a été médecin pendant la guerre franco-prussienne de 1870. Il a également été médecin des pauvres à Amiens et inventeur de la charpie vierge. Victor Autier est le père de l'infirmière Victorine Autier.

## Biographie

### Années de formation
Victor Autier était le fils de Jean-Baptiste Autier, né le 26 mars 1769, à Nouzon, et d'Anne-Marie Malchère (ou Malchair) née le 6 janvier 1777. Issu d’une famille de cloutiers, de père en fils, comme l'était la moitié des habitants de la vallée de la Meuse entre Charleville et Givet, Victor Autier décida de ne pas suivre cette voie et quitta la région.
Titulaire d’un diplôme d’instruction primaire obtenu de l’Académie impériale de Metz après son départ de Nouzon, c’est à Paris qu’il décida d’entreprendre des études à la Faculté de médecine de Paris. En 1832, alors qu’il n’était encore qu’étudiant en médecine, Autier fut envoyé à Renancourt, un quartier d’Amiens, pour y soigner les malades atteints du choléra, à la suite de la terrible épidémie qui frappa cette ville. Bien qu’inexpérimenté, il fit preuve d’un courage et d’une efficacité qui lui permirent de sauver de nombreux malades.

### Médecin des pauvres
Il s'installa alors à Amiens comme médecin. Il y publia plusieurs ouvrages médicaux.
Victor Autier fut également un infatigable inventeur dans des domaines aussi bien médicaux qu’industriels. Sa plus célèbre invention fut la charpie vierge qui fut utilisée comme pansement pendant plusieurs années par le service de santé des armées.
Tout en effectuant ses recherches médicales, Victor Autier ne cessa son activité de soignant, dans les quartiers populaires, auprès des populations ouvrières les plus pauvres. 
Il y devint médecin des associations ouvrières, rôle qui lui valut une arrestation à l’occasion de la répression engagée par Louis-Napoléon Bonaparte après le Coup d'État du 2 décembre 1851.
Il fut l'un des médecins les plus actifs dans la lutte contre les quatre terribles épidémies de choléra que la ville d’Amiens connut en 1832, 1849, 1854, 1866. Lors de cette dernière épidémie, 1696 amiénois perdirent la vie à cause de cette maladie.
En 1866, il fut nommé officiellement médecin des pauvres à Amiens.

### Médecin des armées
À la suite de la déclaration de guerre entre la France et la Prusse, il se porta volontaire pour officier dans une ambulance de la Société française de Secours aux blessés militaires de terre et de mer (qui donna naissance à la Croix-Rouge française). C’est dans les Ardennes qu’il exerça cette mission avec sa fille et son fils Ernest, en septembre 1870, pour y soigner les blessés de la terrible bataille de Sedan.
Revenu ensuite à Amiens, il fut réquisitionné par l’autorité militaire comme médecin chirurgien, le 19 novembre 1870, et devint responsable de l’ambulance de Villers-Bretonneux (Somme) jusqu’au 1er juin 1871, pour y soigner les blessés de la Bataille d'Amiens (27 novembre) et de la Bataille de l'Hallue (23 décembre) .

## Publications
- Opuscule sur les maladies vénériennes et sur quelques traitements qui leur sont applicables (Amiens, 1835)
- Histoire du vaccin découvert à Amiens en 1836 (Paris – Amiens, 1836)
- Notre bilan humanitaire ou Compte-rendu de l’emploi de notre temps à partir du 26 juillet 1870 jusqu’au 1er juin 1871, soit sur les champs de bataille, soit dans les ambulances (1872) - Lire sur Gallica

## Distinctions
- 1832, médaille d'or du département de la Somme
- 1847, médaille d'or de première classe à l'Exposition industrielle du département de la Somme

## Pour approfondir